# Rów Zakopiański
Rów Zakopiański – część Rowu Podtatrzańskiego pomiędzy Tatrami a Pogórzem Gubałowskim. Zachodnią granicę tworzy Nędzowski Dział oddzielający go od Rowu Kościeliskiego. Na wschód Rów Zakopiański ciągnie się przez Kotlinę Zakopiańską stanowiącą jego środkową część do połączenia Zakopianki z Porońcem, gdzie rozpoczyna się Rów Poroniński.
W okresie zlodowacenia Tatr Rów Zakopiański nie był zlodowacony. Pozostałością tej epoki są stożki napływowe u wylotu dolin tatrzańskich. Wyróżnia się w nich trzy warstwy osadów odpowiadające trzem kolejnym zlodowaceniom. Np. na Antałówce występuje pokrywa odpowiadająca pierwszemu zlodowaceniu, na Kozieńcu drugiemu zlodowaceniu, zaś w centrum Zakopanego trzeciemu zlodowaceniu.

## Bibliografia

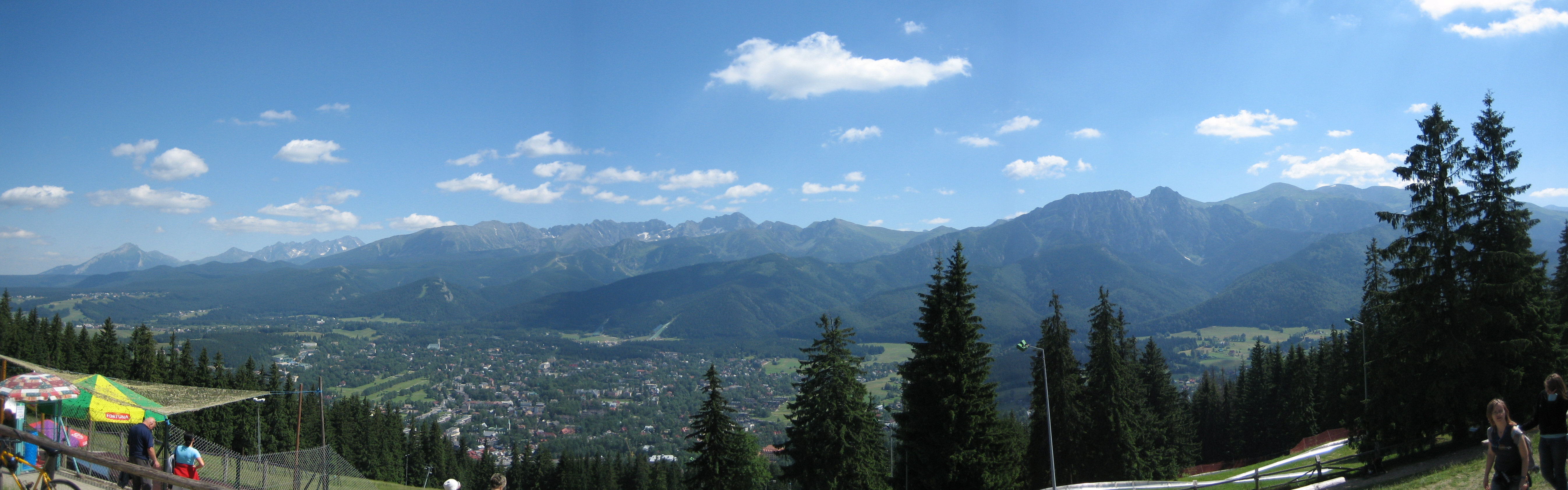
Rów Zakopiański i Tatry. Widok z Gubałówki